# راب مارگولیس
راب مارگولیس (انگلیسی: Rob Margolies؛ زادهٔ ۲۸ فوریهٔ ۱۹۸۳) فیلم‌نامه‌نویس، و کارگردان فیلم اهل ایالات متحده آمریکا است. وی از سال ۲۰۰۵ میلادی تاکنون مشغول فعالیت بوده‌است. از جمله آثار او می‌توان به فیلم هر کجا که هستی اشاره کرد.